# Manoir de Gouézac
Le manoir de Gouézac  est situé à Grand-Champ en France.

## Localisation
Le manoir est situé sur le territoire de la commune de Grand-Champ, au lieu-dit Gouézac, dans le département du Morbihan en région Bretagne.

## Description
Le manoir date des XVIIe et XVIIIe siècles. Édifice à un étage carré, élévation ordonnancée, construit en moellons de granite. Toiture à longs pans recouverte d'ardoises, pignon découvert, noue, croupe. Escalier demi-hors-œuvre ; escalier tournant à retours sans jour.

## Historique
La tour d'escalier et l'élévation nord datent du XVIIe siècle. Élévation antérieure datée de 1746. Escalier daté de 1747. Blasons non identifiés.
Le manoir est inscrit à l'inventaire général du patrimoine culturel.